# Ajania achilleoides
Ajania achilleoides là một loài thực vật có hoa trong họ Cúc. Loài này được (Turcz.) Poljakov ex Grubov mô tả khoa học đầu tiên năm 1972.